# Кокосова цукерка

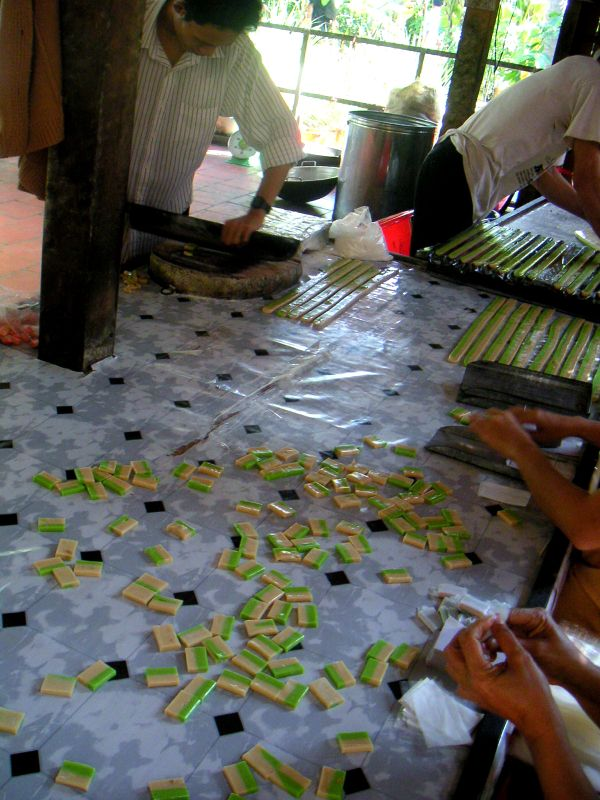
Традиційне в'єтнамське виробництво кокосових цукерок

Кокосові цукерки — різні солодощі, приготовані з додаванням кокосу чи кокосових ароматизаторів.
У в'єтнамській кухні кокосові цукерки Кеозиа найчастіше виготовляють в провінції Бенче, В'єтнам з кокосовим молоком і кокосовими вершками.
У Сполучених Штатах кокосові цукерки іноді згадують як кокосово-горіхові цукерки.

## Приклади кокосових цукерок
- Bounty
- Raffaello